# Capnodis miliaris
Capnodis miliaris là một loài côn trùng trong họ Buprestidae. Loài này được Klug miêu tả khoa học đầu tiên năm 1829.
Đây là loài gây hại phát triển phổ biến ở Uzbekistan.